# Rună

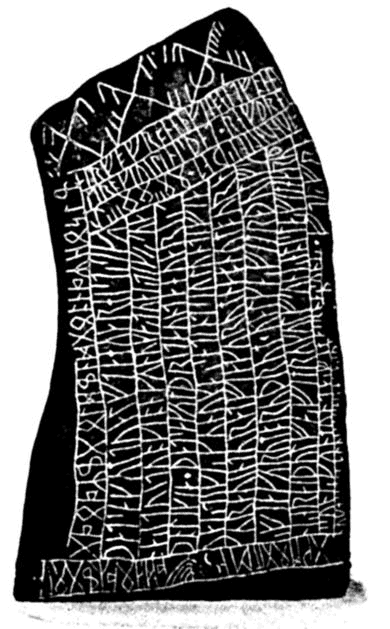
Piatra cu semne runice de la Rök (Östergötland, sudul Suediei, sec. al IX-lea)

Runele (în protonordică: ᚱᚢᚾᛟ (runo)) sunt semne grafice (litere) ale scrisurilor vechi ale germanicilor. Există mai multe alfabete runice, provenind din diverse regiuni și perioade.
În unele alfabete runele pot reprezenta sunete (foneme), iar în altele cuvinte sau termene. De asemenea au mai fost folosite drept cifre sau și semne magice. Cu excepția unei scurte faze în Scandinavia, runele nu au fost folosite în mod curent de oameni pentru comunicare în scris.

Șir de rune anglo-saxone (începe cu „F U þ O R K …”) de pe vârful cuțitului lui Beagnoth (posesorul sau fierarul care l-a făcut), găsit în Tamisa. Numele Beagnoth se află la sfârșitul inscripției runice.